# 게오르기 보로노이
게오르기 페오도시예비치 보로노이(러시아어: Гео́ргий Феодо́сьевич Вороно́й, 우크라이나어: Гео́ргій Феодо́сійович Ворони́й 게오르기 페오도시요비치 보로니[*], 프랑스어: Georges Voronoï 조르주 보로노이[*], 1868–1908)는 우크라이나 태생의 수학자다. 보로노이 다이어그램을 고안하였다.

## 생애

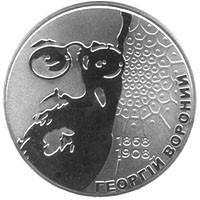
보로노이 사망 100주년을 기념해 2008년 발행된 2 우크라이나 흐리우냐 동전

1868년 5월 10일(율리우스력 4월 28일)에 우크라이나의 체르니히우 근처의 작은 마을인 주라브키(우크라이나어: Журавки)에서 태어났다.
1889년에 상트페테르부르크 대학교에 입학하여, 1894년에 석사 학위를 취득하였고, 바르샤바 대학교 교수가 되었다. 1897년에 박사 학위를 취득하였다.
1908년 12월 3일(율리우스력 11월 20일)에 40세의 나이로 담석으로 인해 요절하였다.

## 같이 보기
- 델로네 삼각분할

## 참고 문헌
- Syta, Halyna; van de Weygaert, Rien. 〈Life and times of Georgy Voronoi〉 (PDF).   van de Weijgaert, R.; Vegter, G.; Ritzerveld, J.; Icke, V. 《Tessellations in the sciences: virtues, techniques and applications of geometric tilings》 (영어). Springer-Verlag. arXiv:0912.3269.